# Parafia św. Szczepana w Mnichowie
Parafia świętego Szczepana w Mnichowie – parafia rzymskokatolicka, znajdująca się w diecezji kieleckiej, w dekanacie jędrzejowskim.